# Gruppo Averna
Il Gruppo Averna, la cui denominazione sociale è Fratelli Averna S.p.A., era un'azienda italiana a conduzione familiare che si occupava della produzione e distribuzione di bevande alcoliche e prodotti dolciari. Il 15 aprile 2014 è stata rilevata al 100% dal Gruppo Campari.

## Storia

### Gli inizi
Una notte di metà Ottocento, frà Girolamo dell'Ordine dei Cappuccini di Caltanissetta fece chiamare d'urgenza al suo capezzale don Salvatore Averna, ricco commerciante di tessuti, proprietario di un grande negozio con otto vetrine nel centro di Caltanissetta. Il frate era malato da tempo e, sentendo vicina la sua fine, volle lasciare a don Salvatore, in segno di riconoscenza, un'antica pergamena nella quale c'era la ricetta di una bevanda, fatta di erbe siciliane, che i cappuccini del convento nisseno erano soliti preparare come rimedio per le febbri malariche, il catarro intestinale e i disturbi della digestione.

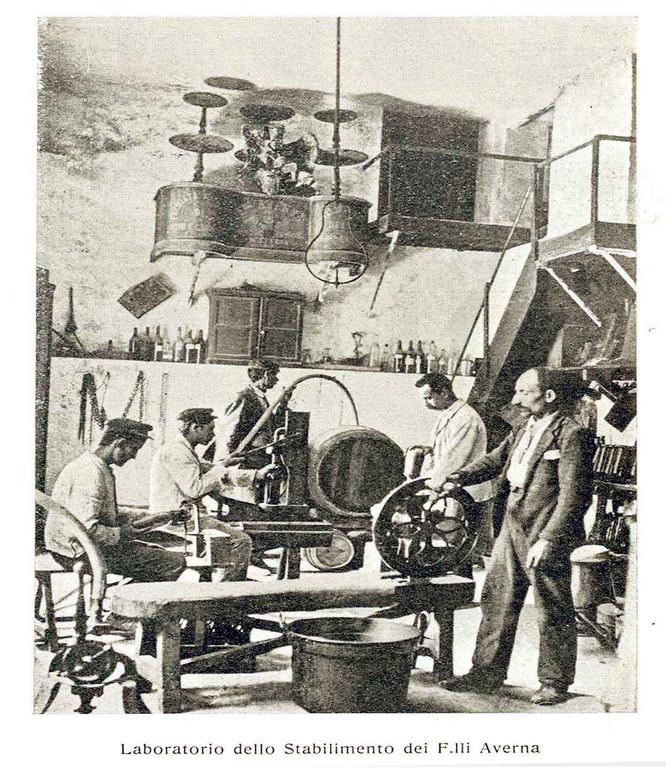
Laboratorio dello Stabilimento dei Fratelli Averna, Caltanissetta, 1911.

Don Salvatore Averna ebbe l'idea di produrlo per sé, per la sua famiglia e per gli amici. Così nel 1868 insieme ai figli Emilio, Michele e Francesco, don Salvatore prese la decisione e trasformò la sua tenuta di Xiboli, a tre chilometri dalla città, in un opificio artigianale per la produzione dell'elisir, che veniva sempre più richiesto da tutti.
Dopo la morte di don Salvatore e dei suoi fratelli, Francesco Averna rimase il solo erede dell'azienda, che aveva una produzione ancora molto limitata. Fino a quando la fama del liquore di Sicilia arrivò al palato del re Umberto I. Questi, nel 1895, invitò Francesco Averna a palazzo reale, a Roma, dove lo nominò fornitore della Real Casa. In quella occasione, il re e la regina Margherita regalarono ad Averna una spilla d'oro con le insegne dei Savoia, tempestate di brillanti. Nel 1912 il marchio Averna venne registrato come "Brevetto della Real Casa".
Nel 1923 Francesco Averna, subito dopo essere stato fatto Commendatore dal re Vittorio Emanuele III, morì. Alla guida dell'azienda subentrò la moglie Anna Maria Ceresia Averna, con sei figli a cui badare. Fu sicuramente la prima imprenditrice del regno e, col passare degli anni, diventò un vero e proprio personaggio. Intanto, preparava i figli Paolo, Emilio e Michele a sostituirla alla guida dell'attività familiare.
Gli anni cinquanta furono quelli della ricostruzione e del rilancio dell'economia italiana e, alla fine di quel periodo, Francesco Pisa entra giovanissimo in Averna: sarà il primo manager che, collaborando con Emilio, Paolo e Michele, parteciperà al grande successo degli anni successivi.

### Lo sviluppo
Nel 1958 nacque la Fratelli Averna S.p.A., in concomitanza con la ristrutturazione dell'antico opificio. Nel 1965 morì a 87 anni Annamaria Ceresia ed i figli ne continuarono l'attività imprenditoriale.
Nel 1966 l'azienda comparve per la prima volta in Carosello in uno spot televisivo. Nel 1978 raggiunse la leadership nel mercato italiano superando nelle vendite la concorrente milanese produttrice dell'Amaro Ramazzotti. Negli anni ottanta cominciò la distribuzione all'estero dell'Amaro Averna e nel 1989 il Gruppo acquisì Villa Frattina, azienda vitivinicola friulana di oltre 60 ettari che produce a Ghirano di Prata, Pordenone, grappe, vini e spumanti.
Nel 1995 il Gruppo Averna proseguì la sua espansione con l'acquisizione dell'azienda dolciaria piemontese Pernigotti con sede a Novi Ligure e nel 2005 inizia la collaborazione con la Casoni Liquori, azienda emiliana che produce liquori e bevande alcoliche. L'anno successivo il Gruppo siciliano ne acquisì la maggioranza e nel 2009 ne rilevò altre quote, arrivando a possederne il 98,5%. Nel 2010 l'azienda registrò un fatturato di 173 milioni di euro con 350 dipendenti.

### La cessione
Nel luglio 2013 il marchio Pernigotti fu venduto da Francesco Rosario Averna al gruppo turco Toksöz.
Nel giugno del 2014 l'intero gruppo Averna fu venduto dalla famiglia, giunta alla quinta generazione, al gruppo concorrente Campari per la cifra di 103,75 milioni di euro; l'operazione finanziaria sarà perfezionata e conclusa con il pagamento dell'intera cifra concordata in contanti.

## Dati del Gruppo Averna
Dalla fine degli anni settanta la gestione dell'azienda è stata in mano alla quarta generazione della famiglia, in particolare a Francesco Rosario Averna. La società è stata una delle maggiori aziende della provincia di Caltanissetta e rappresenta un'eccellenza nella provincia e a livello regionale.
L'azienda, leader nazionale nel settore dei liquori grazie alla sua quota di mercato del 25%, è conosciuta anche all'estero e commercializza i suoi prodotti in oltre 50 paesi; le esportazioni rappresentano per l'azienda il 50% del fatturato.
Oltre allo storico stabilimento di Caltanissetta in contrada Xiboli, il gruppo Averna ha acquisito nel tempo altri due stabilimenti, a Novi Ligure e a Finale Emilia; quest'ultimo è divenuto l'impianto produttivo principale del gruppo in quanto più grande e più moderno concentrando gran parte della sua produzione. Fa eccezione il famoso amaro, il cui infuso,  prodotto in Sicilia, viene però imbottigliato in Emilia. Tra i liquori acquisiti dal gruppo la cui produzione è stata spostata in Sicilia per svariati anni fino all’acquisizione per mano del gruppo Campari, spicca il famoso amaro Braulio. È stato ceduto lo stabilimento di vini e spumanti di Prata di Pordenone, conservandone il marchio Villa Frattina. Il 2014 ha segnato la fine della conduzione famigliare della ditta, passata in mano alla Campari.

## Elenco dei prodotti

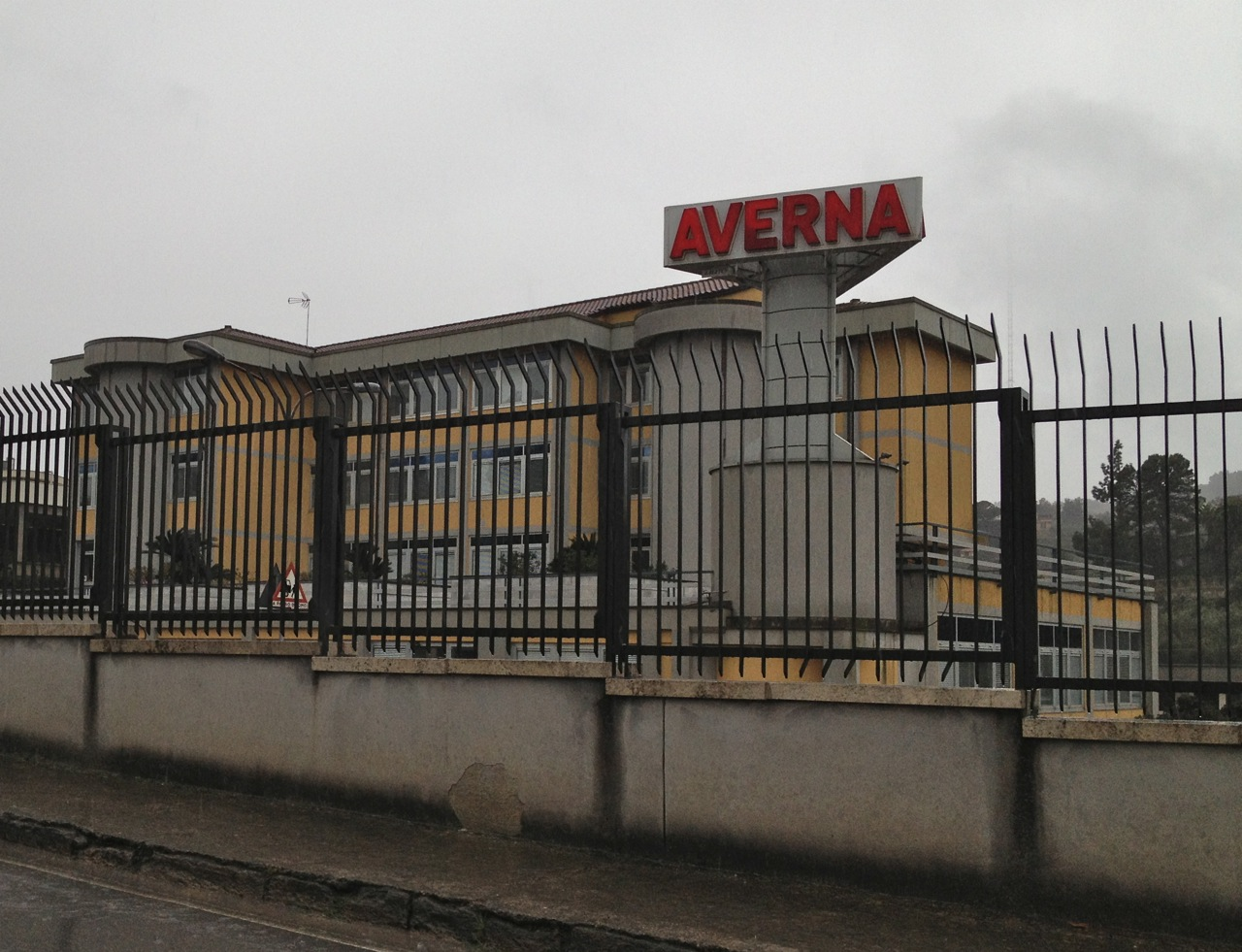
Ex stabilimento dei Fratelli Averna a Caltanissetta.

### Prodotti Averna
- Amaro Averna
- Averna Cream
- Grappa di Nero d'Avola e Syrah Averna
- Grappa di Grillo e Inzolia Averna
- Sambuca Averna 100% Anice stellato
- Sambuca Averna 100% Anice stellato e liquirizia
- Limoni di Sicilia Averna
- Mandarini di Sicilia Averna

### Prodotti Frattina
- Grappa Clare Uvae
- Grappa Barrique Frattina
- Grappa Frattina Cinquantagradi
- Grappa Chardonnay
- Grappa Moscato d'Asti
- Grappa Prosecco di Conegliano e Valdobbiadene
- Grappa Pinot Bianco
- Grappa Nero D'Avola
- Grappa Greco di Tufo
- Grappa Aglianico
- Grappa Barbera
- Grappa Chianti
- Grappa Primitivo del Salento
- Grappa Montepulciano D'Abruzzo
- Grappa Traminer
- Grappa UT Frattina Barrique 36 mesi
- Grappa UT Frattina Müller-Thurgau
- Grappa UT Frattina Amarone della Valpolicella
- Grappa UT Frattina Zibibbo di Trapani
- Grappa UT Frattina Pinot Nero dell'Oltrepò Pavese

### Marche Internazionali
- Underberg
- Buckingham
- Stepanow Vodka
- Pitù
- Silla
- Kilbeggan
- Mackinlay
- Jura
- Dalmore
- Whyte & Mackay

### Prodotti Casoni Liquori
Il Gruppo Averna distribuiva diversi alcolici e superalcolici della Casoni Liquori tra cui
- Amaro Braulio
- Amaro Braulio Riserva Speciale
- Grappa Braulio Giovane
- Grappa Braulio e miele
- Grappa Braulio e mirtillo
- Grappa Braulio Riserva 18 mesi
- Limoncetta di Sorrento
- Crema di Limoncetta
- Nocino di Modena